# 移民政策
移民政策（いみんせいさく 英:Immigration policy）とは本国において行われる海外からの移民に関する政策。

## アメリカの移民政策
米国ではアメリカ同時多発テロ事件の後に多くのテロと無関係なアラブ・イスラム系移民を国外退去処分にした。

### オバマ政権
当初バラック・オバマ政権は、未登録の約1100万人の不法在米外国人に米国公民権を与えるための移民政策改革案を提示していたが、米国議会との長い対話の結果、その改革案を放棄した。
その改革法案では、米国のメキシコとの国境での移民労働者の詳細な調査が必要であり、不法移民のうち誰を国外追放して誰を受け入れるかなどの判定にはさらなる検査人員配置とコストがかかることに加え、米国政府の庇護を求めて移住してくる中南米からの移民の急激増加で、米国議会と政府共にその改革法案の成立に消極的になった。この米国の移民制度改革によって1100万人の不法移民が米国の公民権を得ると言われている。
ヘリテージ財団の計算で、移民は税を払うよりも多くの社会保障費を受け取る傾向にあるので、長期的には移民増加は米国の財政を悪化させることが指摘されている。その移民政策は、今後50年で6.3兆ドルのコストになると概算されている。

#### 移民の子どもたちと国外追放
その移民制度改革法案を通したいオバマ側と阻止したい米国議会との対立が激化していた。オバマ側の主張は、暴力や貧困を逃れるために中央アメリカ諸国から米国のメキシコとの国境へやってくる子供達を、人道上の観点から米国に受け入れるというものだった。国境線地域にやってくる何千という子供達を見れば、政治的議論を捨てて移民制度改革に着手する必要性が理解できるはずだとオバマは述べた。しかしながら米国への移民を希望する中南米の子供達の数の急激な増加は、危機と呼ぶにふさわしい事態となっている。
8年間続いたジョージ・ブッシュ政権下での不法移民の国外追放者数は200万人であったが、オバマ政権では6年目にして既にほぼ同じ数の国外追放を行っている。そして子供達の国外追放に関しては、法的に時間を要する。それらの子供達を法的聴取もなしに国外追放のためのバスにのせることはアメリカ合衆国憲法の観点から不可能だとコーネル大学教授であるスティーブン・イェールレーは述べる。
合衆国憲法が定めるところでは、米国内のあらゆる人はその人が米国民か外国人かどうかについての法の適正な過程という権利を有する。アラバマ州選出の共和党議員マイク・ロジャースは、オバマ政権はそれら子供たちを国外追放させるためのバスにのせることはできないだろうと述べる。法的聴取とその結果を待つ間、子供達は暑く窮屈な拘留所で生活する。その数は日を追って増加していく。また、それらの子供達への法的聴取をするための公的職員をよりメキシコ国境地域に派遣するのであれば、ほかの地域のマンパワーが減ることを意味していて、それは一種のゼロサムゲームになりかねない。ゆえに皆がその法的聴取を速やかに遂行するには、米国議会に相応の財政支出が求められる。
移民政策についての政治活動家らの要望もあり、オバマは国外追放の対象者を深刻な犯罪歴のある不法移民や、国家安全保障上の脅威となる渡航者などに限定して適用するという方針を示したが、これは共和党から非難をうけた。米国下院議長のジョン・ベイナーは、米国議会はこの移民制度改革法案の2014年度中の成立を阻止すると述べた。「米国民と米国の代議士らは、この移民制度改革法案が仮に成立した場合、その法に忠実にオバマが移民政策を実行するとは信じていない」とベイナーは述べた。
その他の共和党議員は、国境地帯にやってくる中南米の子供達にオバマ政権がそれらの国外追放に猶予期間を与えたことで、他の中南米の子供達に誤った希望をあたえてしまい、それが彼らの越境に拍車をかけているのだとオバマ政権を非難した。
移民政策の専門家は、オバマ政権の移民容認姿勢が中南米の子供達の越境をあおってしまったことを示唆する強い証拠があると述べた。

## ドイツの移民政策
第二次世界大戦後、ドイツ政府は、労働力不足を補うため、トルコから単純労働者を呼んだ。「ゲスト労働者政策」で家族と共にドイツに来たトルコ人は、定住化し、トルコ系移民となった。
ルーマニア・ブルガリア移民は、2013年度に7万5千人、2014年度はこの倍になると見積もられている。それでも、ポーランドからの移民が多数派である。
貧しい移民が移り住んだデュースブルクでは、児童手当の支払い負担が増え、自治体が悲鳴を上げている。ドイツ政府は、「これら移民労働者がドイツの年金システムを乱用しないような措置」や「移民労働者の子供手当てに制限を課す」ことなどを検討している。
ドイツの一部の大都市では、住民との軋轢が強まっている。ドイツ内相のトーマス・デメジエールは、「移民が問題を引き起こすことは頻繁ではないにしても、いくつかの都市におけるブルガリアとルーマニアからの移民労働者の急速な増加は、懸念材料だ」と述べた。その為、ドイツでは「移動の自由を制限するべきだ」という議論が出ている。
2010年にアンゲラ・メルケル首相は「多文化共生は失敗であった」と発言している。

## スイスの移民政策
EUとスイスとの間で取り決められた人的資本の自由を認める条約は2002年に施行され
、EU加盟国の国籍を有する者は、居住や仕事の目的でスイスに自由に出入りできるようになった。
しかし、それと同時に素行に問題のある外国人の流入も増えることになった。外国人犯罪の高まりに対処するため、スイス政府は外国人の国外追放についての基準を2010年から導入した。その法律によれば、強盗や薬物など犯罪が確定した外国人は国外追放されることになる。実際には、その法律で国外追放されたのは政治的亡命者で、それらのなかには犯罪をしていない者も含まれていたことから、その法律の効果は議論の的になった。スイス政府が亡命者の本国への送還費用（およそ一人当たり2100ドル）を出したこともあり、それら亡命者の約4割は自発的に国外退去勧告に応じた。ビザの有効期限以上に滞在している者や現地の住民と結婚して居住権を獲得した不法移民もいたが、居住権を獲得後に離婚して滞在する者もいた。
スイスは、EU諸国からの移民の数を制限する是非についての国民投票を2014年に行い、移民規制強化への賛成が過半数を占めた。スイス国民党(SVP)が指摘するように、EU諸国からスイスへの移民の数は毎年8万人にのぼり、この数は当初2007年に見積もられていた数の10倍であった。移民超過の結果、教育システムや交通、公的医療システムに負荷をかける事態になっている。健康保健・年金など移民への社会保障のためのコストを誰が負担するかについての議論がある。
また、スイス国内の労働者の賃金が移民労働者の低賃金によって脅かされる状態になっている。スイス国民党代表のトニー・ブルンナーは、この国民投票の結果はスイスの移民政策のターニングポイントだとする声明を出した。「スイス有権者は、移民の現実的問題についてスイス政府よりもよく理解している」とブルンナーは述べた。スイス連邦参事会員（司法・警察担当）のシモネッタ・ソマルーガは、今回の投票結果は異常な人口増加に対するスイス有権者の不安を反映するものだと述べた。

## フランスの移民政策
2015年1月、パリで大規模な襲撃事件がおこり民間人17名が犠牲となった。この襲撃事件をうけてフランス国内のイスラム系住民への取り締まりが厳しくなっている。既に約100人がテロを擁護する発言をしたとして捜索対象になっており、一人のチュニジア系フランス人が逮捕され6カ月の禁固刑となった。
フランスは欧州で最大の移民を有し、フランスの慣習などに適合できない移民が群をなして生活している地区があり、治安悪化で事実上立ち入れない区域もある。襲撃事件の容疑者はすべて移民の子孫であったことから、移民の同化政策が岐路にたたされている。
フランス首相であるマニュエル・ヴァルスは、移民が彼ら独自のゲットーを形成し表社会と交流を断つケースではフランス国家による同化政策は無力となると認め、30年にわたる移民の同化政策は失敗だったと示唆した。欧州議会議長であるマルティン・シュルツは、欧州はイスラム系の若年層の同化政策のためのサポートを必要としていると述べた。パリでの襲撃事件に対して断固たる対処が必要だとする一方で、社会から隔絶されがちな移民を同化できるように多額の資金を教育や同化政策に費やすべきだとシュルツは唱える。
フランスがジハーディストの巣窟となった理由は移民政策によって移民を大量にフランスに流入させたからである。2016年7月時点で、フランスの総人口の約1割がムスリムである。
2015年11月にはパリ同時多発テロ事件が発生し130人以上が犠牲となり、翌年の7月にはニースでのトラックテロ事件が発生し84人が犠牲となった。

## スウェーデンの移民政策
スウェーデンは1990年代に民族紛争が続いた旧ユーゴスラビアのほか、シリアやソマリアなどの紛争地から多くの難民を受け入れてきた。その結果、1千万人の全人口のうち、移民やその家族がおよそ2割を占めるようになった。2024年9月現在、難民やその家族について、成人1人当たり1万クローナ（約14万円）、1家族当たり4万クローナ（約56万円）を上限に給付金を支給している。しかし白人社会に溶け込めず、ギャング団に加わる若者も多く、銃犯罪の増加が社会問題になった。
2024年9月19日政府は、社会統合できなかった人の自主帰還を促すため、自主帰国を決めた移民に対し1人当たり最大35万クローナ（約490万円）を給付する新制度を発表した。

## 日本の移民政策
日本の移民政策の始まりは、古代の朝鮮半島からの渡来人である。特に、百済の亡命貴族を受け入れてきた。萩原里紗、中島隆信は「日本では海外からの移民を積極的に受け入れるという方向で移民政策が行われている。なぜならば、日本は少子高齢化社会などと言われているように、人口においての働き手となる若者の割合が減少してきており、それを解消するために積極的に移民を受け入れて、労働力に割り当て問題解決を行っていこうとされているからである。国内の労働力の減少。それと共に特に労働力の不足が著しくなると想定されている産業として農業や福祉が存在しているわけであるが、日本国内に移民として入ってきた外国人にこれらの産業に従事してもらおうという意見が根強い。だが短期的な視野で、その場しのぎという形での問題解決を目的とした移民の受け入れを行ったならば、歴史での前例も多いように、これらは将来への禍根を残すということにもなり兼ねないわけであり、そのような問題を発生させないためにも長期的な視野で物事を考えた上で、多文化共生を成し遂げる形で日本人と共存できるような形での移民政策を行っていくことが望ましい」という考えを、示している。
2015年2月、日本の建国記念の日に曽野綾子は移民政策についての自説を展開した。曽野は、人種を隔離しない限りは日本の移民政策はうまくいかないと発言。曽野によれば20から30年前の南アフリカにおける状況を学んで以来、白人やアジア人、黒人はそれぞれ離れて生活するべきだと信じるようになったという。南アフリカで白人が居住していた地域を黒人のアフリカ人が破壊しており、仮に居住地域の自由が認められれば同様のことが日本でも発生しうるとすると曽野は力説する。これに対し南アフリカ大使館は、曽野の提案は恥ずべきでありアパルトヘイトを称賛するものであると抗議した。菅義偉は、曽野の見解が安倍政権の見解を反映するものかという質問に対し明確な回答を避けた。
2014年3月、自由民主党の第2次安倍内閣は毎年20万人の移民大量受け入れの本格的な検討に入った。
2016年3月、自由民主党は「労働力の確保に関する特命委員会」を立ち上げ、移民を含めた労働力としての外国人の受け入れに関する議論を開始した。下村博文は「1000万人、2000万人くるのは国民的理解を得られない」としたものの、特命委委員長の木村義雄は「『移民の寸前』まで持っていけるかも含めて議論したい」としている。
2020年10月時点の外国人労働者は約172万人で過去最高を記録した。
一方で日本政府は移民とは国籍取得者のみとの立場を取っており外国人労働者拡大の新規在留資格等は移民政策ではないと否定している。外国人労働者の家族帯同、無期限の在留、国籍取得の優遇などを取っていない。

## 移民政策による経済への影響
移民の経済分析の泰斗、ハーバード大学のジョージ・ボーハス教授によると、長年の移民経済効果の実証実験で明らかになったのは、途上国からの移民流入が、移民の取り分を除けば、先進国の経済規模に全体としてほとんど影響を与えないことである。移民拡大は、経済成長政策ではなく、純粋な所得再配分政策であって、経済のパイは拡大せず、もともと居る国民の中でパイの配分を変えるだけである。勝者は途上国からやって来た移民と先進国のエリート、敗者は先進国の大衆である。またボーハス教授は、外国人労働者は自国労働者がやりたがらない仕事をしてくれるので、移民は不可欠という主張に対して、移民が行っているのは、自国民がやらない仕事ではなく、現在の賃金ではやりたくない仕事であると指摘する。不法移民を一掃したアメリカのある地域で実際起こったように、外国人労働者という選択肢がなければ、自国民がやりたくなる水準まで賃金は上昇する。あるいは、経営者は技術革新で乗り切ろうとする。
経済学者の大竹文雄は「高度な移民を受け入れた国にプラスの影響を与えることを否定する経済学者はほとんどいない」と指摘している。大竹は「外国人労働者と国内労働者が同質的で同じ仕事をしているのであれば、外国人労働者の増加は国内労働者の賃金を引き下げる。ただし、国全体では便益がある可能性が高い。機械・設備といった資本が労働とは補完的だからである。資本と労働が補完的であれば、低賃金でより多くの労働者を雇って生産量を増やす。それに伴い資本への需要が増加し、資本所得が増加する。つまり、国民にとっては、賃金所得の低下と資本所得の増加という両方の効果があり、資本所得が増加する効果のほうが大きいことが知られている。適切な所得再配分政策があれば、国民全体は外国人労働の増加によって便益を受ける」と指摘している。大竹は「国内労働者が高度な労働を行い、外国人労働者が単純労働を行い両者の労働が補完的であれば、国内労働者の賃金を引き上げることができる。また、高度な外国人労働者の増加は、高度な国内労働者の賃金を低下させるが、国内の単純労働の賃金を引き上げることになり、国内両者の賃金格差は縮小する。高度な外国人労働者であれば、高所得で税金を納めてくれると同時に福祉への依存が低いと予想されるため、イノベーション促進による経済成長を高める効果も期待できる」と指摘している。
萩原里紗、中島隆信は「技術・技能を有し、受入国の語学ができる人材を受け入れることができれば、受入国の経済成長の促進、自国労働者の社会保障負担の軽減、財政安定化の寄与など、よい影響をもたらす。ただし、選択的移民制度は『いい移民ならば受け入れる』という受入国のエゴ以外の何ものでもない。急場しのぎ、自国都合の移民の受け入れは、将来に禍根を残すことになる」と指摘している。